# Belgia na Zimowej Uniwersjadzie 2013
Belgia na Zimowej Uniwersjadzie 2013 reprezentowana była przez 9 sportowców.

## Reprezentanci

### Biathlon
- Loic Dehottay
- Thierry Langer

| Konkurencja       | Zawodnik       | Czas      | Miejsce |
| ----------------- | -------------- | --------- | ------- |
| Sprint            | Loic Dehottay  | 31:45,2   | 56.     |
| Sprint            | Thierry Langer | 27:13,5   | 32.     |
| Bieg indywidualny | Loic Dehottay  | 1:02:43,2 | 54.     |
| Bieg indywidualny | Thierry Langer | 54:19,4   | 32.     |
| Bieg pościgowy    | Loic Dehottay  | LAP       | –       |
| Bieg pościgowy    | Thierry Langer | 40:28,3   | 35.     |

### Narciarstwo alpejskie
- Kai Alaerts
- Xan Alaerts
- Marjolein Decroix

| Konkurencja          | Zawodnik          | Zjazd 1. | Zjazd 1. | Zjazd 2. | Zjazd 2. | Suma    | Miejsce |
| Konkurencja          | Zawodnik          | Czas     | Miejsce  | Czas     | Miejsce  | Suma    | Miejsce |
| -------------------- | ----------------- | -------- | -------- | -------- | -------- | ------- | ------- |
| Slalom gigant kobiet | Marjolein Decroix | DNF      | DNF      | NQ       | NQ       | DNF     | –       |
| Slalom kobiet        | Marjolein Decroix | 57,43    | 44.      | DNF      | DNF      | DNF     | –       |
| Slalom mężczyzn      | Kai Alaerts       | 46,46    | 11.      | 48,05    | 26.      | 1:34,51 | 15.     |
| Slalom mężczyzn      | Xan Alaerts       | DNF      | DNF      | NQ       | NQ       | DNF     | –       |

### Narciarstwo dowolne
- Lyske Bruyninckx
- Stefan Janssens
- Patrick Van de Velde

| Konkurencja       | Zawodnik             | Kwalifikacje | Kwalifikacje | Miejsce końcowe |
| Konkurencja       | Zawodnik             | Czas         | Miejsce      | Miejsce końcowe |
| ----------------- | -------------------- | ------------ | ------------ | --------------- |
| Skicross kobiet   | Lyske Bruyninckx     | 50,94        | 4.           | 4.              |
| Skicross mężczyzn | Stefan Janssens      | 47,46        | 17.          | 22.             |
| Skicross mężczyzn | Patrick Van de Velde | 50,87        | 25.          | 25.             |

### Short track
- Mathias Vosté

| Konkurencja         | Zawodnik      | Preeliminacje | Preeliminacje | Eliminacje | Eliminacje | Ćwierćfinał | Ćwierćfinał | Półfinał | Półfinał | Finał | Finał   | Miejsce |
| Konkurencja         | Zawodnik      | Czas          | Pozycja       | Czas       | Pozycja    | Czas        | Pozycja     | Czas     | Pozycja  | Czas  | Pozycja | Miejsce |
| ------------------- | ------------- | ------------- | ------------- | ---------- | ---------- | ----------- | ----------- | -------- | -------- | ----- | ------- | ------- |
| Bieg na 500 metrów  | Mathias Vosté | 42,603        | 3. q          | 41,611     | 3. q       | 42,005      | 4.          | NQ       | NQ       | NQ    | NQ      | 15.     |
| Bieg na 1000 metrów | Mathias Vosté | 1:28,342      | 2. Q          | 1:32,794   | 4.         | NQ          | NQ          | NQ       | NQ       | NQ    | NQ      | 21.     |
| Bieg na 1500 metrów | Mathias Vosté | —             | —             | 2:32,454   | 2. Q       | 2:17,754    | 4.          | NQ       | NQ       | NQ    | NQ      | 15.     |